# Allied Air
Allied Air è una compagnia aerea cargo con sede a Lagos, in Nigeria. Opera servizi di linea e charter in Nigeria e in tutta l'Africa. La sua base principale è l'aeroporto Internazionale Murtala Mohammed, Lagos.

## Storia
La compagnia aerea è una compagnia nigeriana registrata e fondata nel 1998. Il governo della Nigeria aveva fissato una scadenza al 30 aprile 2007 per tutte le compagnie aeree che operavano nel paese per ricapitalizzare o essere messe a terra, nel tentativo di garantire servizi e sicurezza migliori. La compagnia aerea ha soddisfatto i criteri dell'Autorità per l'aviazione civile nigeriana (NCAA) in termini di ricapitalizzazione ed è stata nuovamente registrata per il funzionamento.

## Flotta

### Flotta attuale
Ad agosto 2024 la flotta di Allied Air è così composta:

### Flotta storica

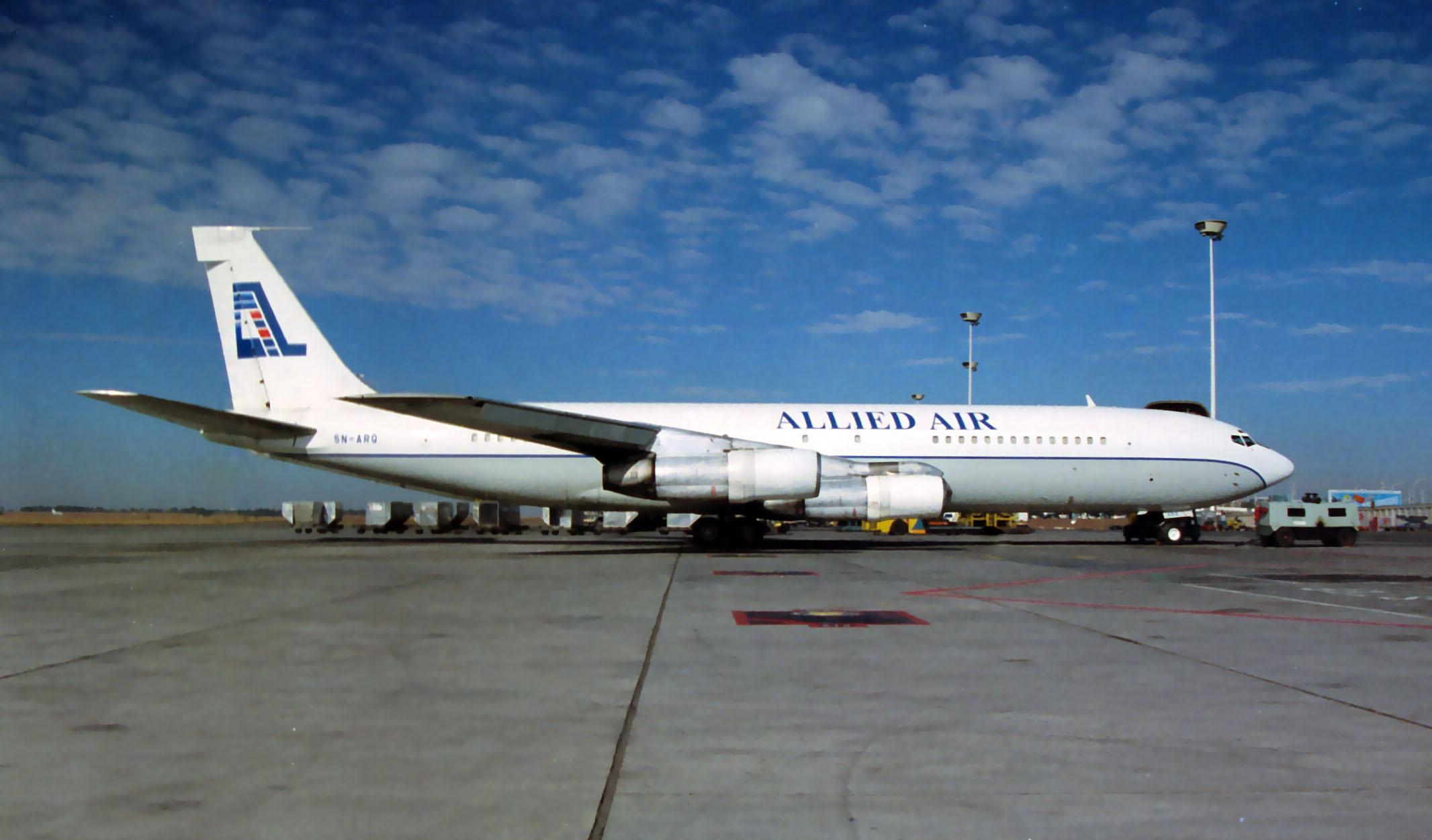
Un Boeing 707.

Allied Air operava in precedenza con alcuni Boeing 707-300F e Boeing 727-200F, di cui uno è rimasto coinvolto in un incidente nel 2012.

## Incidenti
- Il 2 giugno 2012, il volo Allied Air 111, un Boeing 727-221F, oltrepassò la pista dell'aeroporto di destinazione, sfondò il recinto perimetrale e colpì un minibus presente sulla carreggiata. Tutti e quattro i membri dell'equipaggio sul jet sopravvissero, ma i dieci a bordo del minibus persero la vita. Rimane, al 2022, il peggior l'incidente aereo nella storia dell'aviazione ghanese.[7]